# Kloster Marmoutier (Elsass)

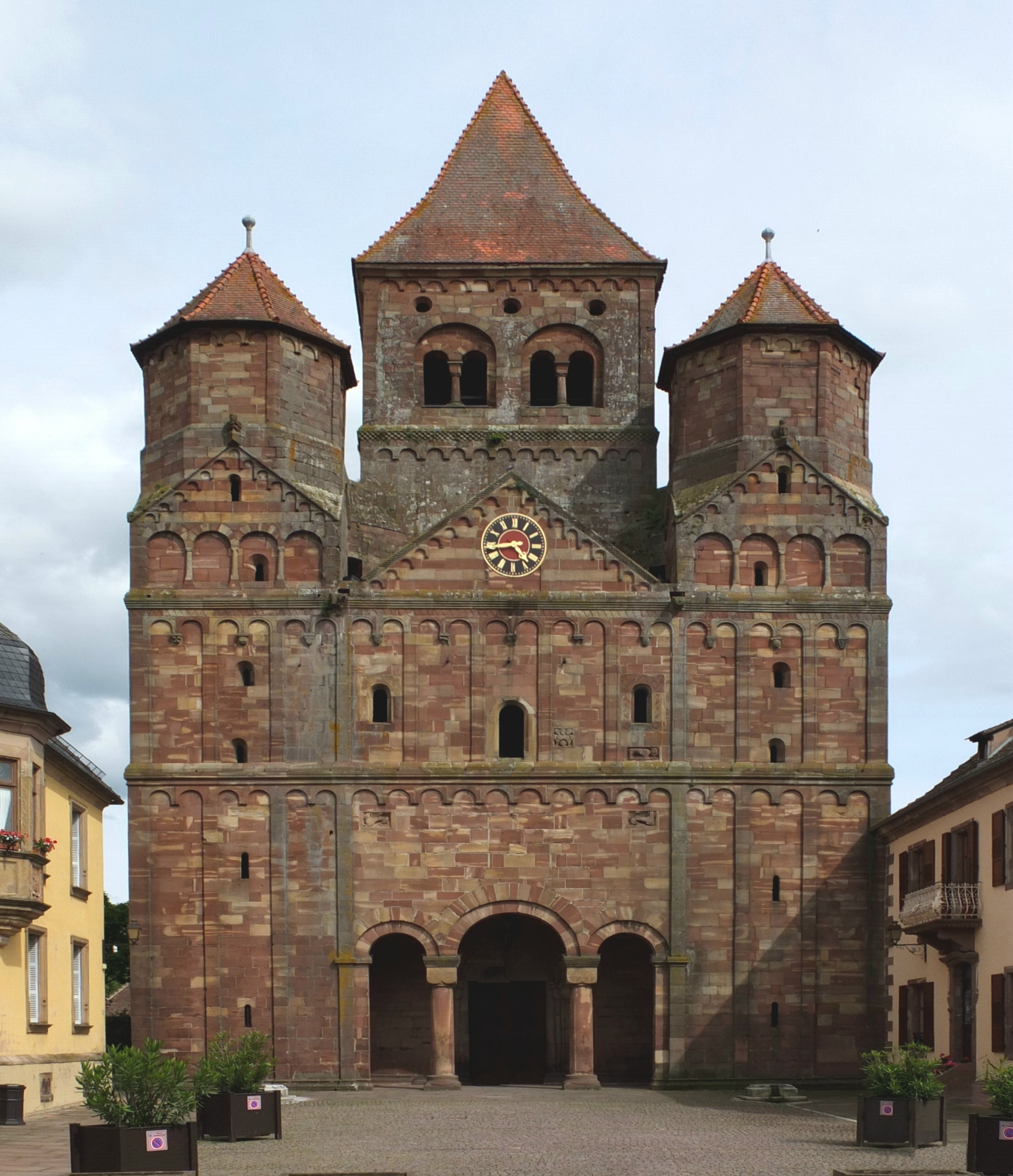
Westfassade der Abteikirche

Das Kloster Marmoutier (deutsch Maursmünster, lateinisch Mauri Monasterium) ist eine ehemalige Benediktinerabtei in Marmoutier im Elsass, im Département Bas-Rhin in der französischen Region Grand Est.

## Geschichte
Das Kloster geht auf iro-schottische Mönche des 6. Jahrhunderts zurück, wurde aber wohl erst um 656/626 von Metz aus gegründet und mit Königsgut ausgestattet. Zusammen mit der Abtei Neuweiler bildete Maursmünster eine zum Bistum Metz gehörige „Halbinsel“ inmitten des sich seit dem 8. Jahrhundert formierenden Straßburger Bistums.
Maursmünster wird zu den merowingischen Klöstern gerechnet und war ein Reichskloster. 728 reformierte der Heilige Pirmin als Abt mehrere elsässische Klöster im Sinne der Benediktsregel, darunter auch Maursmünster. Abt war Maurus, der etwa ab 724 greifbar wird und nach dem das Kloster bald benannt wurde. Maurus gilt daher auch oftmals als der Gründer des Klosters.
Kaiser Ludwig der Fromme machte um 814 aus der pirminisch geprägten Abtei eine benediktinische Modellabtei und ernannte Benedikt von Aniane († 821) zum Abt. Auf das Jahr 828 wird ein Urbar (Güterverzeichnis) des Klosters Maursmünster datiert. Am 1. März 1096 besuchte Papst Urban II. die Abtei und vollzog eine Weihe (Was genau er geweiht hat, scheint nicht überliefert).
Die Forstordnung des Klosters von 1144 mit der Anweisung, nicht mehr Holz zu schlagen, als nachwächst, wird gemeinhin als erste Formulierung eines Nachhaltigkeitsansatzes angesehen.
1517 trat die Abtei der Bursfelder Kongregation bei. Das Kloster wurde im deutschen Bauernkrieg (1525) geplündert und in Teilen zerstört, eine Brandschatzung konnte Anton von Lothringen mit seinen Truppen im letzten Moment verhindern. Auch im Dreißigjährigen Krieg wurde das Kloster in Mitleidenschaft gezogen.
In Folge der Französischen Revolution wurde das Kloster aufgehoben.

## Abteikirche
Das Westwerk der Abteikirche ist ein wichtiges Werk der Romanik im Elsass. Der Chor der Kirche erweckt einen gotischen Eindruck, entstand jedoch als nachgotisches Bauwerk erst im 18. Jahrhundert und im Barock. 